# 備北民報社
備北民報社（びほくみんぽうしゃ）は岡山県新見市に本社を置く新聞社であり、地方紙の備北民報を発行している。日曜日を除く週6回発行。岡山県新見市を中心に購読されており、発行部数は数千部と推測される。毎日新聞と通信契約を結んでいる。

## アクセス
- ＪＲ伯備線新見駅から 徒歩で５分
- 中国自動車道新見インターから 車で5分